# Bendt Eyrich
Bendt Eyrich, född 27 februari 1921 i Köpenhamn, död 1988, var en dansk-svensk läkare. Han var sedan 1951 gift med Raili Eyrich.
Eyrich, som var son till överlärare Kristian Rasmussen och Lelja Eyrich, avlade studentexamen i Köpenhamn 1939, dansk läkarexamen (candidatus medicinæ) 1947, erhöll Kungl. Maj:ts tillstånd att i Sverige utöva läkekonsten 1951 och blev svensk medborgare 1953. Han var biträdande överläkare vid kirurgiska kliniken (anestesiavdelningen) på Serafimerlasarettet 1953–1955, överläkare 1955–1957, och överläkare vid anestesiavdelningen på Halmstads lasarett sedan 1957.